# Mlewiec (przystanek kolejowy)
Mlewiec – przystanek osobowy w Wielkim Rychnowie, w gminie Kowalewo Pomorskie, w powiecie golubsko-dobrzyńskim, w województwie kujawsko-pomorskim, w Polsce. Przystanek został zamknięty w dniu 1 października 1999 roku.